# نيت بوردن
نيت بوردن (بالإنجليزية: Nate Borden)‏ هو لاعب كرة قدم أمريكية أمريكي، ولد في 22 سبتمبر 1932 في ديترويت في الولايات المتحدة، وتوفي في 30 سبتمبر 1992 في لاس فيغاس في الولايات المتحدة بسبب سرطان.

## وصلات خارجية
- نيت بوردن على موقع مرجع كرة القدم المحترفة.كوم (الإنجليزية)